# Phyllanthus acidus
Phyllanthus acidus é uma planta de família Phyllanthaceae.